# Río Vodudahué
Río Vodudahué är ett vattendrag   i Chile.   Det ligger i regionen Región de Los Lagos, i den södra delen av landet, 1 000 km söder om huvudstaden Santiago de Chile.
I omgivningen kring Río Vodudahué växer i huvudsak blandskog och området är  mycket glesbefolkat, med 2 invånare per kvadratkilometer.